# Дъждосвирци
Дъждосвирците (Charadrius) са род птици от семейство Дъждосвирцови (Charadriidae).
Таксонът е описан за пръв път от Карл Линей през 1758 година.

## Видове
Род Charadrius – дъждосвирци
- Charadrius alexandrinus – морски дъждосвирец
- Charadrius alticola
- Charadrius aquilonius
- Charadrius armatus
- Charadrius asiaticus – каспийски дъждосвирец
- Charadrius atrifrons
- Charadrius australis
- Charadrius bicinctus
- Charadrius bifrontatus
- Charadrius cayanus
- Charadrius cinctus
- Charadrius collaris
- Charadrius columbinus
- Charadrius cristatus
- Charadrius cucullatus
- Charadrius cursor
- Charadrius dealbatus
- Charadrius dominicus
- Charadrius dubius – речен дъждосвирец
- Charadrius falklandicus
- Charadrius forbesi
- Charadrius hiaticula – пясъчен дъждосвирец
- Charadrius javanicus
- Charadrius leschenaultii – дългокрак дъждосвирец
- Charadrius leucurus
- Charadrius lugubris
- Charadrius marginatus – белочел дъждосвирец
- Charadrius melanops
- Charadrius melodius
- Charadrius melodus
- Charadrius modestus
- Charadrius mongolus – монголски дъждосвирец
- Charadrius montanus
- Charadrius morinellus – планински дъждосвирец
- Charadrius nivosus
- Charadrius novaeseelandiae
- Charadrius obscurus – новозеландски дъждосвирец
- Charadrius oedicnemus
- Charadrius pallidus – блед дъждосвирец
- Charadrius pecuarius – пастирски дъждосвирец
- Charadrius peronii
- Charadrius placidus – дългоклюн дъждосвирец
- Charadrius pusillus
- Charadrius rubricollis
- Charadrius ruficapillus
- Charadrius sanctaehelenae
- Charadrius semipalmatus – ципестопръст дъждосвирец
- Charadrius tectus
- Charadrius thoracicus – мадагаскарски дъждосвирец
- Charadrius torquatus
- Charadrius tricollaris – триивичест дъждосвирец
- Charadrius veredus – степен дъждосвирец
- Charadrius vociferus – голям дъждосвирец
- Charadrius wilsoni
- Charadrius wilsonia
- Charadrius wilsonius